# Blackburneus dellacasarum
Blackburneus dellacasarum är en skalbaggsart som beskrevs av Bordat 2005. Blackburneus dellacasarum ingår i släktet Blackburneus och familjen Aphodiidae. Inga underarter finns listade.